# Mami Watta (drag queen)
Mami Watta est une drag queen ivoirienne connue pour sa participation à la saison 2 de Drag Race France.

## Biographie
Issue d'une famille catholique d'Abidjan, Mami Watta subit pendant son enfance du harcèlement scolaire en raison de ses manières efféminées. Inspirée par RuPaul's Drag Race, elle commence à se maquiller en cachette, seule dans sa salle de bains, et efface son travail avant de sortir de la pièce,. Elle fait son coming-out gay en 2018, alors qu'elle est en licence de droit, et sa visibilité détonne dans la communauté queer d'Abidjan, plus habituée à la discrétion pour préserver sa sécurité.
En août 2019, elle quitte la Côte-d'Ivoire pour s'installer à Bordeaux afin de pouvoir vivre plus librement son identité, après que sa mère lui a imposé de suivre une thérapie de conversion. Face à l'isolement qu'elle rencontre dans cette ville, elle part alors pour Saint-Denis. Arrivée en Île-de-France, elle rejoint la scène ballroom au sein de la house of Ladurée et commence sa carrière de drag queen. Elle arrête ses études après l'obtention d'un master 2 afin de se consacrer pleinement au drag.

## Style de drag

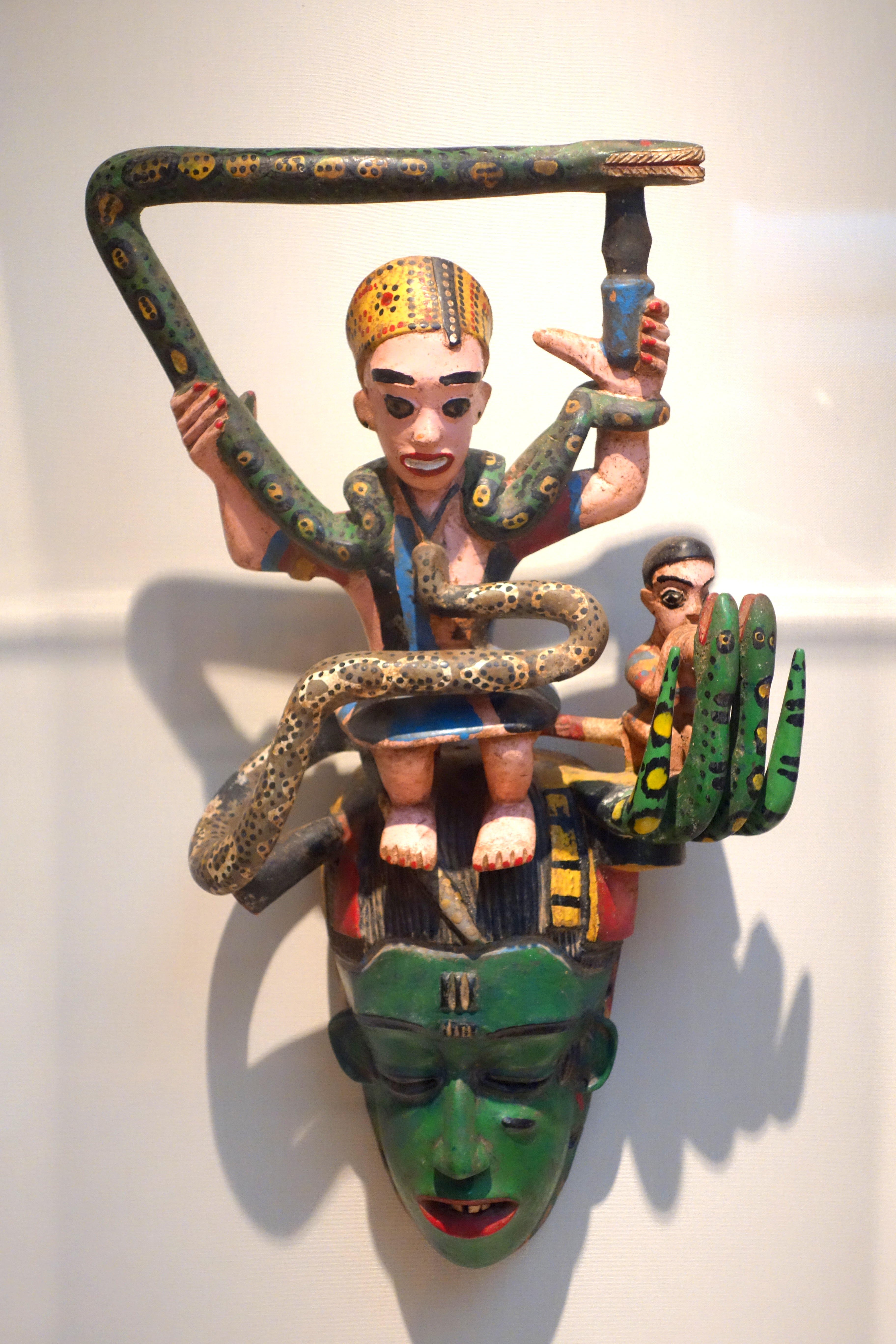
Masque Gouro de la divinité Mami Wata du Nigeria datant des années 1960 et conservé au Chazen Museum of Art

Après avoir été accusée toute son enfance d'être « habitée par l'esprit de Mami Wata » et de devoir s'en libérer, elle décide de reprendre ce nom afin de se réapproprier sa culture africaine et assumer son identité.
Portant généralement des tenues dénudées, Mami Watta est influencée par les grandes figures noires populaires de l'histoire récente : Beyoncé, Grace Jones, Naomi Campbell ou Abla Pokou.
Elle compte parmi les participantes de Drag Race qui dépensent le moins pour leurs tenues, ayant un budget de 1500 euros pour sa saison tandis que Cookie Kunty, elle, dépense plus de 20 000 euros. Ses tenues reposent sur le travail communautaire de sa house, telles que celle qui rend hommage à Grace Jones.
Têtu célèbre son sens de l'humour et de l'absurde.